# Tamborine-Nationalpark
Der Tamborine-Nationalpark (engl.: Tamborine National Park) ist ein Nationalpark im Südosten des australischen Bundesstaates Queensland. Er liegt 45 Kilometer südwestlich von Brisbane und 20 Kilometer nordöstlich von Beaudesert im Hinterland der Gold Coast.
Der Nationalpark besteht aus 14 separaten Sektionen, zwischen denen einzelne Dörfer liegen.
Die wichtigsten Sektionen heißen Joalah, Cedar Creek, The Knoll, MacDonald Park, Niche's Corner, Palm Grove und Witches Falls.

## Landesnatur
Der Nationalpark umfasst eine Fläche von 11,6 Quadratkilometer der Hochfläche des Tamborine Mountain. Dieses Plateau ist 8 Kilometer lang, 5 Kilometer breit und steigt bis zu einer Seehöhe von 525 Meter an. Die Höhe des Plateaus sorgt im Sommer für gemäßigtere Temperaturen, aber die Zeit von Dezember bis April ist auch die feuchteste. Im Winter ist es dort trockener und kühler.
Basaltsäulen, Felswände, Felsstufen und Wasserfälle prägen das Gebiet, das als nördlichstes Überbleibsel der vor 23 Mio. Jahren aktiven Mount-Warning-Vulkane zu sehen ist.

## Flora und Fauna
Im Park gibt es lichte Wälder, feuchte Eukalyptuswälder und subtropischen Regenwald.
Zu den Wildtieren im Park gehören z. B. Leierschwänze, Schnabeltiere, Buschhühner, Loris, Schwarzschopfflöter (Psophodes olivaceus), Lärmpittas (Pitta versicolor) und Seidenlaubenvögel. Die Bedeutung des Parks besteht darin, dass dort 85 % aller Tierarten und 65 % aller Pflanzenarten der Gold Coast vertreten sind.

## Einrichtungen
Es gibt eine Reihe von Picknickplätzen und viele Wanderwege zu Schluchten, Felsklippen, Wasserfällen und Waldgebieten. Alle Sektionen außer Cedar Creek besitzen Besucherzentren. Das Zelten im Park ist verboten, aber es gibt eine ganze Reihe Pensionen, Hotels, Motels und sonstiger Unterkünfte.

## Sektionen

### Witches Falls
Die Sektion Witches Falls liegt im Ostteil des Dorfes Mount Tamborine. Dieses Gebiet wurde 1908 als erstes Gebiet in Queensland zum Nationalpark erklärt. Der wichtigste Wanderweg ist der Witches Falls Circuit (3 km), der sich einen steilen Hang durch dichten Wald in den Regenwald mit Palmfarnen, periodischen Wasserlöchern, enormen Feigenbäumen und Palmen und zu den Wasserfällen hinunterwindet. Ein weiterer Weg zu den Wasserfällen ist der Beacon Road Track (4 km einfach). Zugang in diese Sektion besteht über die Main Western Road (auch: Tamborine Mountain Road oder Geissmann Drive).

### Palm Grove
Im Westteil des Dorfes Mount Tamborine liegt die Sektion Palm Grove. Der Curtis Road Track (1,2 km einfach) verbindet die Curtis Road und die Palm Grove Avenue. Der Palm Grove Circuit (1,4 km) führt durch den Regenwald, sowie durch Feigen- und Palmenhaine. Die Curtis Road zweigt von der Tamborine Mountain Road in Tamborine Mountain ab und die Palm Grove Avenue von der Central Avenue in Eagle Heights.

### Joalah
Zwischen diesen beiden Sektionen und nördlich von ihnen liegt die Sektion Joalah. Der Curtis Falls Walk (1,5 km) führt zu einem Felspool am Fuß der Fälle hinunter. Auf dem Weg kann man gut die Basaltfelsen betrachten. Buschhühner kann man vom Joalah Circuit (4 km) aus beobachten, der wieder zum Curtis Falls Walk hinaufführt. Die Sektion erreicht man über die Eagle Heights Road.

### MacDonald Park
Auch in Eagle Heights, anschließend an die Tamborine Mountain Botanic Gardens, liegt die Sektion MacDonald Park. Sie besitzt einen Regenwald-Rundwanderweg (2,6 km), auf dem die Pflanzen mit Namensschildern versehen sind. Die Sektion erreicht man über die Wangawallan Road.

### The Knoll
Die Sektion The Knoll liegt nordwestlich von North Tamborine. Dort findet sich der Cameron Falls Circuit (3 km), der schöne Ausblicke, Regenwald, lichtes Waldland und gelegentlich Skinke beim Sonnenbaden auf den Felsen bietet. Die Knoll Road zweigt von der Main Road ab. Das Tamborine Mountains Natural History Association Information Centre liegt ebenfalls im Dorf North Tamborine.

### Cedar Creek
Auf dem Weg von North Tamborine nach Norden über die Tamborine Mountain Road kommt man zum Abzweig auf die Cedar Creek Falls Road. Einer der schönsten Wanderweg des gesamten Nationalparks, der Cedar Creek Circuit (3,2 km), führt an den zahlreichen Kaskaden und Felspools des Baches entlang und durch etliche Vegetationen, wie lichten und trockenen Monsunwald und Neuguinea-Araukarienwälder. Die Wasserfälle stürzen eher gemächlich als spektakulär in ein Tal hinunter. Der 1,5 Kilometer lange Rock Scree Walk zweigt vom Rundweg ab und stellt einen lohnenden Umweg dar.

### Niche's Corner
Die Sektion Niche's Corner liegt etwa 20 Kilometer nördlich von The Knoll und den Hauptsektionen des Nationalparks. Sie liegt Richtung Gold Coast und bietet weitreichende Ausblicke. Einer der am meisten zu empfehlenden Wanderweg des gesamten Nationalparks ist der Niche's Lookout Circuit (3,2 km), der an den zahlreichen Kaskaden und Felspools der Niche's Corner entlang und durch etliche Vegetationen, wie lichten und trockenen Monsunwald und Neuguinea-Araukarienwälder führt.